# Lubušská stezka vína a medu
Lubuski Szlak Wina i Miodu, česky lze neoficiálně přeložit jako Lubušská stezka vína a medu, je turistická trasa vedoucí do několika míst spojených s výrobou vína a medu. Nachází se v Polsku v Lubušském, Dolnoslezském, Velkopolském a Západopomořanském vojvodství a v Německu v Braniborsku. Je zaměřena především na kulturní, kulinářskou a aktivní turistiku tehdejšího Lubušska.

## Historie a popis
Iniciátorem vzniku a správcem stezky Lubuszki Szlak Wina i Miodu, které byla postavena v březnu 2007, je Zielonogórskie Stowarzyszenie Winiarskie (Zelonohorské vinařské sdružení) se sídlem v Zieloné Hoře. Stezka měla svou premiéru turistického produktu na 7. veletrhu cestovního ruchu „Zatur“ v Drzonkowě v Zelené Hoře (Zielona Góra). Je zaměřena na lokální dědictví, kterým je vinařství a včelařství a jeho propagaci. Samotná stezka získala několik ocenění v oblasti turistického a cestovního ruchu. Nejdůležitější atrakcí jsou odborné ochutnávky vína a medu a s tím související prezentace podávání a výroby produktů. Další atrakcí jsou krajinné scenérie, neboť stezka vede po farmách, malebných kopcích a lesích pohoří Wał Zielonogórski, údolí Odry či ledovcových jezer a historických památkách. Existují také četné doprovodné akce na trase stezky, např. každoroční zářijový festival vína a vinařů atp.

### Trasa
Trasa původně vedla z Nowe Soli přes Zelenou Horu, Świebodzin, Międzyrzecz a Mierzęcin a na nacházelo se zde 14 zastavení. Na konci prosince 2014 se na její trase nacházelo již 61 zastavení. Zastavení na polských vinicích jsou např. v místech: Zabór, Mozów, Koźla, Sławica, Bycz, Łaz, Jakubów, Zelená Hora, Stara Wieś, Grodzisk Wielkopolski, Buchałów, Sterków, Proczki, Nowe Miasteczko, Wiechlice, Przełazy, Niedoradz, Borów Wielki, Górzykowo, Gościkowo, Żary, Gostchorze. Zastavení na německých vinicích jsou např. v Schenkendöbern. Zastavení u včelínů a zpracování medů jsou např. v místech Jeziory, Dargomyśl, Sulęcin, Gralewo, Zabłocie, Dąbie, Jodłów, Jany. Agroturistická zastavení jsou v místech Łasiczyn, Dobroszów Wielki, Lubiechnia Wielka. Na trase se nachází také několik etnografických muzeí a vinných sklepů.

### Muzea na trase
- Gminny Skansen Maszyn i Urządzeń Rolniczych w Podmoklu Małym
- Skansen etnograficzny w Ochli
- Zamek w Krośnie Odrzańskim
- Muzeum Puszczy Drawskiej i Noteckiej im. Franciszka Grasia w Drezdenku
- Muzeum Wina w Zielonej Górze
- Skansen Pszczelarski w Pszczewie
- Zagroda Młyńska w Bogdańcu

## Další informace
Trasa stezky je celoročně volně přístupná, avšak některé atrakce jsou zpoplatněny.